# Direction régionale et interdépartementale de l'Hébergement et du Logement

Siège de la DRIHL au sein de la préfecture de Paris (5 rue Leblanc,.

En France, la direction régionale et interdépartementale de l'Hébergement et du Logement (DRIHL) est un service déconcentré du ministère du Logement et du ministère des Solidarités et de la Santé pour la région Île-de-France.
La DRIHL a été créée le 1er juillet 2010 par le décret no 2010-687 du 24 juin 2010 modifié qui instaure des dispositions juridiques spécifiques concernant l'organisation des services déconcentrés de l’État français pour l'Île-de-France. Le terme « direction régionale de l'Environnement, de l'Aménagement et du Logement » (ou « DREAL »), qui sont les directions présentes dans les autres régions françaises, englobe souvent la DRIHL.
La DRIHL, dont le siège se situe à Paris 15e (5 rue Leblanc), manifeste la volonté de l’État français d’adapter ses réponses dans le domaine de l’hébergement et du logement à la situation particulière de l’Île-de-France. Elle est placée sous l’autorité du préfet de Paris.

## Historique
La DRIHL est issue de la fusion des services ou parties de service compétents en matière d'hébergement et de logement :
- de la direction régionale des Affaires sanitaires et sociales (DRASS) et de la direction régionale de l'Équipement (DRE) d'Île-de-France ;
- de la direction des Affaires sanitaires et sociales de Paris et de la préfecture de Paris ;
- des directions départementales des Affaires sanitaires et sociales, des directions départementales de l'Équipement et des préfectures des Hauts-de-Seine, de la Seine-Saint-Denis et du Val-de-Marne.

## Missions

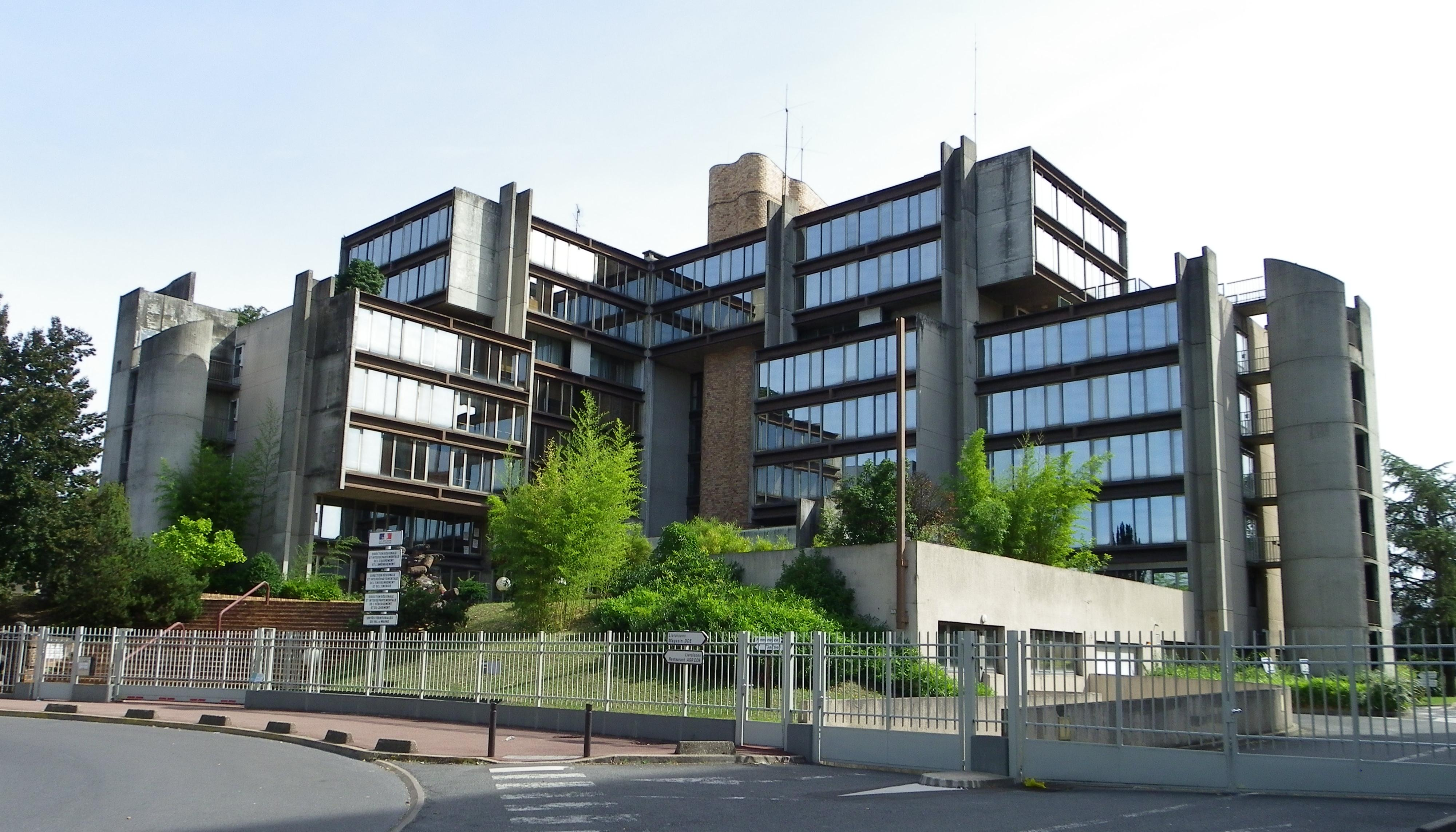
Bâtiment des unités territoriales (UT) de la DRIEA, de la DRIEE et de la DRIHL du Val-de-Marne à Créteil (12-14, rue des Archives),,.

Les missions de la DRIHL sont les suivantes :
- construire et rénover des logements pour tous : développer l'offre de logements, développer le parc locatif social, diversifier la production et permettre l'accès au logement de tous, améliorer et mieux mobiliser le parc privé existant, amplifier la lutte contre l'habitat indigne, mener à bien le programme de rénovation urbaine et inscrire ses résultats dans la durée, réduire les consommations pour maîtriser les charges et les impacts environnementaux ;
- mettre à l’abri, héberger et loger les plus démunis : prioriser et faciliter l'accès au logement social pour les plus démunis, répondre à l'urgence sociale, organiser l'offre afin de mieux prendre en compte les besoins des personnes démunies et les populations spécifiques, organiser la fluidité des parcours ainsi que prévenir les expulsions et les retours à la rue, développer un accompagnement social adapté.

## Unités territoriales
La DRIHL comprend pour chacun des départements de Paris, des Hauts-de-Seine, de la Seine-Saint-Denis et du Val-de-Marne, une unité territoriale (UT).